# Gerard Lambrechts
Gerard Lambrechts (Gand, 18 novembre 1904 – Gand, 25 agosto 1984) è stato un ciclista su strada belga, professionista dal 1928 al 1937.

## Carriera
Ciclista adatto alle corse di un giorno, ottenne alcuni successi, tra cui 2 Heistse Pijl, oltre al terzo posto alla Liegi-Bastogne-Liegi del 1932, più numerosi piazzamenti di prestigio in altre semi-classiche.

## Palmarès

### Strada
- 1932

Heistse Pijl
- 1933

Heistse Pijl

## Piazzamenti

### Classiche monumento
- Giro delle Fiandre

1930: 11º
1933: 38º
- Parigi-Roubaix

1933: 26°
- Liegi-Bastogne-Liegi

1929: 12º
1930: 12º
1931: 19º
1932: 3°